# Powrót do Krainy Oz
Powrót do Krainy Oz – amerykański film fantasy w reżyserii Waltera Murcha z 1985 roku.